# Sven Schelker
Sven Schelker est un acteur de théâtre et de cinéma suisse, né le 12 décembre 1989 à Bâle.

## Biographie
Sven Schelker naît à Bâle le 12 décembre 1989. Il a grandi dans la ville de Reinach BL. En décembre 2008, il obtient sa maturité en musique (correspond au baccalauréat en France) au lycée de Münchenstein. Il commence à étudier le théâtre à l'école Otto Falckenberg de Munich en 2009. Schelker reçoit le certificat d'entrée sur scène à l'été 2013. Il a joué de la guitare et du violon dès son plus jeune âge et il participait à plusieurs groupes de musique.
Depuis 2012, Schelker est membre du Théâtre Thalia de Hambourg. Il a joué des pièces telles que Platonov d'Anton Tchekhov, le rôle de Macduff dans Macbeth de William Shakespeare et aussi le rôle de Sir Paris dans Roméo et Juliette. Plus récemment, en 2015, il a joué au Théâtre Thalia L'Opéra de quat'sous de Bertolt Brecht dans le rôle principal de Mackie Messer.
Sven Schelker a fait ses débuts au cinéma en 2014 dans Le Cercle, film de renommée internationale de Stefan Haupt. Pour son interprétation du rôle de Röbi Rapp, il reçoit le « Shooting Stars Award » de l'European Film Promotion (EFP) en 2015 et en mars de la même année le prix du Meilleur acteur décerné par le cinéma suisse. Dans le biopic The Voice of the Rainforest, qui a été présenté en première au Festival du film de Zurich en septembre 2019, Sven Schelker incarne l'activiste environnemental Bruno Manser.

## Filmographie
- 2014 : Le Cercle
- 2015 : Homeland (série TV, 4 épisodes)
- 2016 : Scène de crime : Borowski et la fille perdue
- 2017 : Goliath
- 2019 : Polizeiruf 110 (série télévisée)
- 2019 : Bauhaus - Un temps nouveau (série télévisée)
- 2019 : Auerhaus
- 2019 : Bruno Manser – La voix de la forêt tropicale (cinéma)

## Récompenses
- 2015 : Berlinale 2015 - European Film Promotion (EFP) - récompensée par le Shooting Stars Award
- 2015 : Prix du cinéma suisse 2015 du « meilleur acteur » dans le film Le Cercle
- 2020 : Prix du cinéma suisse 2020 dans la catégorie Meilleur acteur pour Bruno Manser - La voix de la forêt tropicale